# 深作川
深作川（ふかさくがわ）は、埼玉県さいたま市見沼区を流れる一級河川。利根川水系綾瀬川の支流である。流路延長は3.9km。

## 地理
埼玉県さいたま市見沼区島町を流れる島川が源流である。丸ヶ崎の芝浦工大大宮キャンパス付近で見沼代用水東縁を伏越で潜ると深作方面へ向かい、東へ向きを変える。見沼区春野の深作沼横を流れ南流し、見沼区大字宮ヶ谷塔で綾瀬川に合流する。

## 橋梁
- 深作橋（埼玉県道322号東門前蓮田線）
- 深作川橋（国道16号）
- 丸ヶ崎橋
- 井川歩道橋
- 堤添橋
- 関前橋
- 八反田橋
- 榎の木橋
- 白鷺橋

- 大沼橋
- 宮ヶ谷塔橋
- 中橋
- 東武野田線（東武アーバンパークライン）
- 丸堀橋
- 宮ヶ谷塔橋（国道16号）
- 下綾橋
- 簀子橋（埼玉県道2号さいたま春日部線）

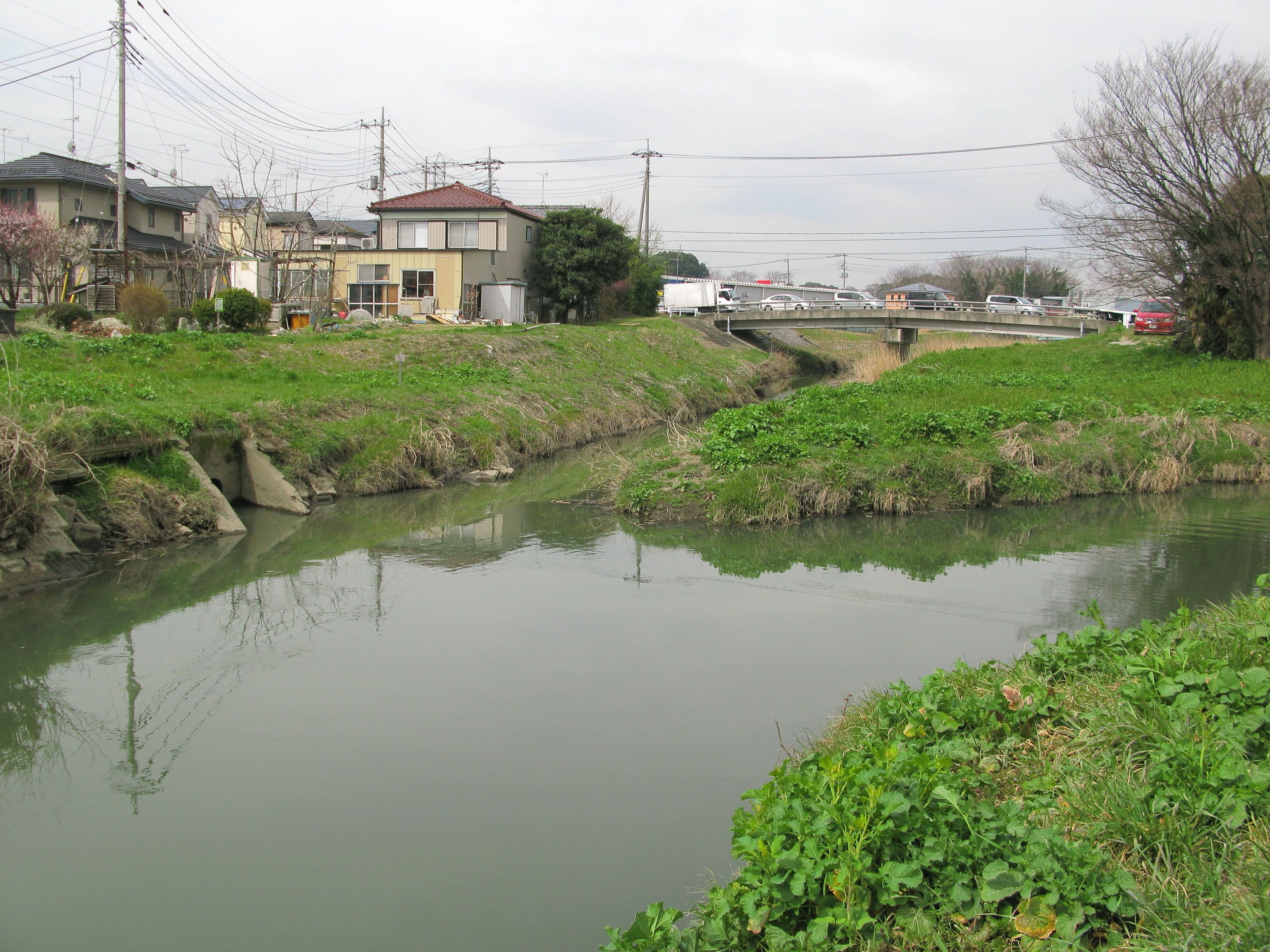
深作川と綾瀬川の合流点

- 古簀子橋（旧、埼玉県道65号さいたま幸手線）